# Une société qui abolit toute aventure, fait de l'abolition de cette société la seule aventure possible

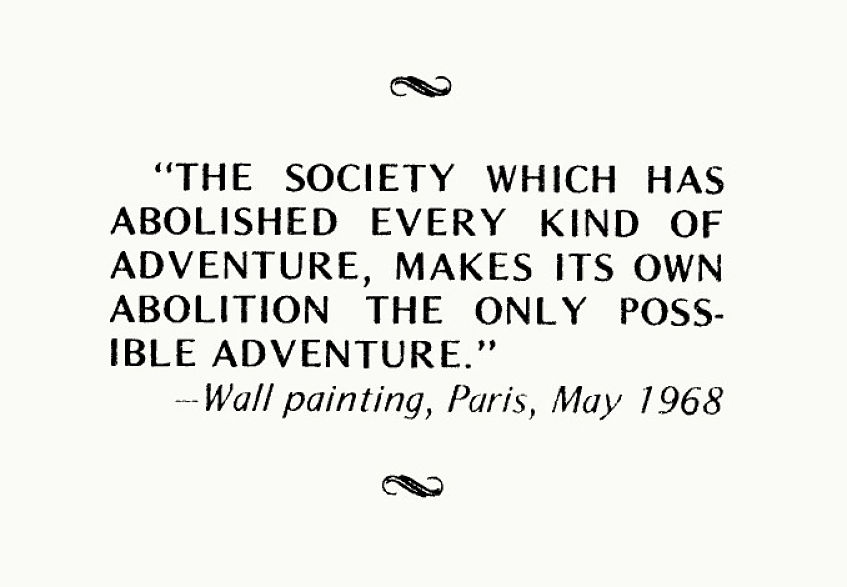
Carte postale, Black Eye Press, Seattle, 1972.

Une société qui abolit toute aventure, fait de l’abolition de cette société la seule aventure possible ou Dans une société qui abolit toute aventure, la seule aventure possible c'est l'abolition de cette société sont des slogans de Mai 68,.

## Origines
La formule, reprise en graffiti sur les murs de Paris, est de Raoul Vaneigem.
Elle passe l'Atlantique pour être reprise, en 1973, dans le livre-manifeste Do it de Jerry Rubin, un militant libertaire et antimilitariste américain, cofondateur du mouvement Yippies.

## Commentaire
Pour l'historien Gérard Vincent : « Les adultes ont déçu parce que, souvent absorbés par leurs tâches quotidiennes, trop préoccupés de questions matérielles immédiates pour réfléchir et adapter leur jugement à l'évolution, ou, au contraire, devenus trop sceptiques pour inculquer la moindre règle de conduite à quiconque, ils ont laissé les enfants seuls face à des réalités peu enthousiasmantes. « Une société qui abolit toute aventure fait de l'abolition de cette société la seule aventure possible », écrit V. Vaneighem [sic]. Tout a été dit sur l'ennui sécrété par la société de consommation, au sein de laquelle la sécurité matérielle constitue l'objectif prioritaire. Il paraît évident que les jeunes, comme d'ailleurs les adultes, souffrent du manque d'imprévu caractéristique du monde contemporain. »

## Postérité
- Pour Jean-Paul Delevoye, en 2014 : « Un slogan anarchiste revoit le jour désormais dans nos métros ou sur nos murs une société qui abolit toute aventure fait de l'abolition de cette société la seule aventure possible »[7].

### Carte postale
- Fédération internationale des centres d'études et de documentation libertaires : The society which has abolished every kind of adventure, Black Eye Press, Seattle, 1972.

### Affiches
- Dans les années 1980-1990, le texte est repris sous forme d'affiche, à plusieurs reprises, par le mensuel belge Alternative libertaire[8],[9],[10].
- Le texte est repris en affiche, sur fond rose, en 2012, dans la région de Besançon[11].

### Citation libre
- Anne Lombard, Le Mouvement hippie aux États-Unis: une double aliénation, entre le rêve et la réalité, le salut et la perte, Casterman, 1972, page 18.